# Уй (приток Иртыша)
Уй (сиб. 

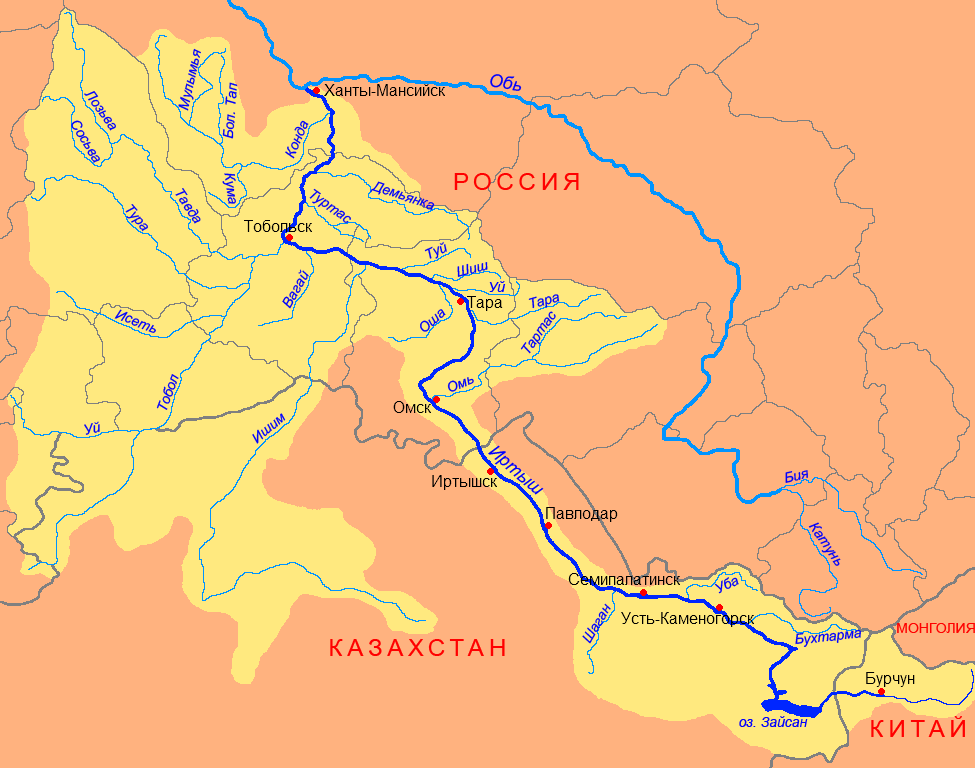
Бассейн Иртыша

Үй) — река в России, протекает по территории Новосибирской и Омской областей, правый приток Иртыша.

## Этимология
Название происходит от татарского слова «уй» — «низина, впадина, низменность».

## Характеристика
Берёт своё начало в Васюганье, впадает в Иртыш на 1374 километре от его устья. Длина реки — 387 км, площадь водосборного бассейна — 6920 км². Общее падение реки составляет 79 метров. Берега реки крутые.
Основные притоки: Шайтанка, Шайтанка, Кейзес, Каинсас, Каланцас, Бобровка.
Местность бассейна Уя имеет равнинный характер, она слабо пересечена оврагами и ручьями, в значительной мере заболочена, поросла лесом и кустарником.
Гидрографическая сеть состоит из значительного количества небольших, преимущественно левобережных притоков, вытекающих из Китлинскаго болота. Уклоны местности малые, реки сильно меандрируют, водораздельные пространства обширны. Речная долина слабо выраженная, малоразработанная, часто асимметричная. Склоны пологие, изрезаны многочисленными оврагами и притоками. Дно долины, в значительной степени заболочено. Пойма луговая, двусторонняя, шириной 100—200 метров. Речное русло очень извилистое, неразветвленное. Преобладающая ширина реки в верхнем течении — 10 м, в нижнем от 14 до 40 метров. Глубины реки изменяются от 0,4 до 1,0 м на перекатах и до 9 м на плёсах. Средние скорости течения колеблются от 0,04 до 0,20 метров в секунду, на плёсах и от 0,3 до 0,5 м/с на перекатах.
Питание преимущественно снеговое. Половодье с апреля по июнь. Среднегодовой расход воды — в 48 км от устья 19,9 м³/с. Замерзает в конце октября — начале ноября, вскрывается в апреле — начале мая.
На реке находятся сёла (от истока к устью): Орловка (Новосибирская область), Седельниково, Усть-Инцы, Усть-Уй, Сыщиково, Кукарка (все — Омская область).

## Бассейн
(км от устья)
- 26 км: Крапивка (пр)
- 35 км: Каргачи (пр)
- Откуза (лв)
- Кортунка (лв)
- 55 км: Бобровка (пр)
- 58 км: Щелкановка (лв)
- 68 км: Бобровка (пр)
  - 7 км: Колонцас (пр)
    - Малый Колонцас (пр)
    - Безымянная (лв)

  - 18 км: Большой Силим (пр)
    - Силим (пр)
    - Малый Силим (пр)

  - Кава (лв)
  - Верхняя Кава (пр)
  - Инчердак (пр)
- 71 км: Медведевка (лв)
- 80 км: Ермаковка (лв)
  - 1 км: Новая Ермаковка (пр)
    - Отножка (лв)
- Межевка (пр)
- 99 км: Китап (лв)
  - 7 км: Малый Китап (лв)
- 104 км: Унарка (пр)
- Богомель (лв)
- 123 км: Инцыс (лв)
- 134 км: Урманка (лв)
  - 18 км: Кустак (пр)
- 144 км: Болгун (лв)
  - Малый Болгун (лв)
- 149 км: Учуг (лв)
- 158 км: Шайтанка (пр)
  - Куткус (пр)
  - Большая Баклянка (лв)
    - Тетлеик (лв)
    - Малая Баклянка (лв)

  - Богородица (пр)
    - Теремис (лв)

  - Тута (пр)
  - Чуньчули (лв)
- Малый Учуг (лв)
- Кайбаба (пр)
- 181 км: Исас (лв)
  - Демьярка 1-я (лв)
  - Листвянка (лв)
- 197 км: Терсуль (пр)
- 207 км: Кильчеть (лв)
  - Яранка (пр)
    - Пятая (лв)

  - Маинсасс (лв)
- Сухимка (пр)
- Низовка (пр)
- 217 км: Тузовка (лв)
- 217 км: Становая (лв)
- 230 км: Малый Каинсас (пр)
- 236 км: Каинсас (пр)
  - Глубокий Байрак (лв)
  - Таловая (лв)
  - Усадебная (пр)
  - Сырцы (лв)
  - Сухая (лв)
  - Берёзовая (пр)
  - Клюквенка (пр)
  - Кедровая (лв)
  - Таловый (пр)
- 243 км: Кейзес (лв)
  - Сартал (пр)
  - Минцас (лв)
    - Малый Минцас (лв)

  - Шагырка (пр)
  - Поперечная (пр)
    - Узляк (лв)

  - Гладенькая (пр)
  - Малышева (лв)
- 256 км: Шайтанка (пр)
  - Щелканка (лв)
  - Логозинка (пр)
  - Алтурай (пр)
    - Дозоров Ров (лв)
    - Пилипов Ров (лв)
    - Гороховый Ров (лв)
    - Малый Алтурай (пр)
      - Никифорова (пр)
      - Большакова (лв)

    - Семёновка (лв)

  - Семиречка (лв)
  - Первая Речка (лв)
  - Вторая Речка (лв)
  - Третья Речка (лв)
- 271 км: Каланцас (лв)
  - Москва (пр)
  - Салганка (лв)
- Ольгинка (лв)
- 285 км: Пырган (лв)
- 287 км: Тунгузка (пр)
- 299 км: Иксашка (лв)
- 309 км: Куетра (лв)
- Сундукла (лв)
- 324 км: Тайтас (лв)
- Большая Черемшанка (пр)
- Листвянка (лв)
- Крутой Лог (пр)
- 356 км: Салым (лв)
- 360 км: Развилы (лв)

## Данные водного реестра
По данным государственного водного реестра России относится к Иртышскому бассейновому округу, водохозяйственный участок реки — Иртыш от впадения реки Омь до впадения реки Ишим, без реки Оша, речной подбассейн реки — бассейны притоков Иртыша до впадения Ишима. Речной бассейн реки — Иртыш.
Код водного объекта в государственном водном реестре — 14010100312115300006072.